# 扶南縣 (唐朝)
扶南縣，唐代設置的縣，当在今广西壮族自治区境内。
唐貞觀十二年，清平公李弘節遣龔州大同縣人龔固興招慰生蠻，置籠州。天寶元年，改為扶南郡。乾元元年，復為籠州，領七縣，武勒縣、武禮縣、羅龍縣、扶南縣、龍賴縣、武觀縣、武江縣，皆與州同置。